# Frederick Lorz
Frederick G. „Fred” Lorz (ur. 5 czerwca 1884 w Nowym Jorku, zm. 4 lutego 1914 tamże na zapalenie płuc) – amerykański lekkoatleta, uczestnik igrzysk olimpijskich w Saint Louis w 1904. W 1905 wygrał Maraton Bostoński.

## Występ na igrzyskach olimpijskich
Lorz wystartował na igrzyskach olimpijskich w 1904 w maratonie i stał się autorem skandalu. Zmagania miały miejsce 30 sierpnia 1904. Początkowo prowadził Lorz, lecz po przebiegnięciu 9 mil zrezygnował z wyścigu. Potem przejechał część trasy samochodem, po czym wysiadł przed biegnącym Thomasem Hicksem. Jako pierwszy wbiegł na stadion Francis Field i przekroczył linię mety. Otrzymał owacje widowni i miał być udekorowany złotym medalem, kiedy na stadionie pojawił się Hicks. Po proteście jego asystentów Lorza zdyskwalifikowano, a Hicks został zwycięzcą maratonu.

## Rekordy życiowe
- maraton – 2:28:25 h (1905)